# Bacchisa mindanaonis
Bacchisa mindanaonis là một loài bọ cánh cứng trong họ Cerambycidae.